# Aborto inseguro

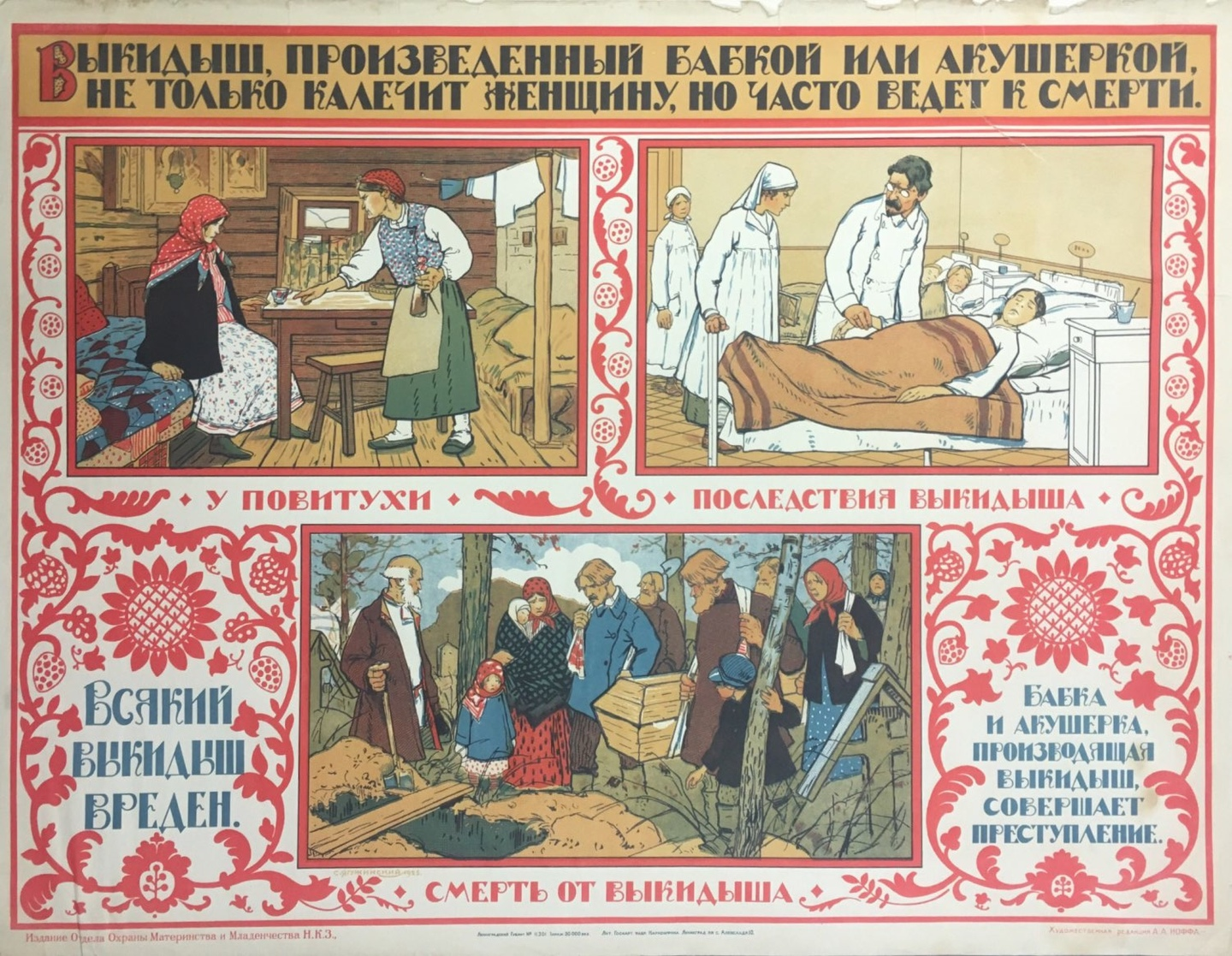
Cartel de la Unión Soviética de 1925. Traducción: “Los abortos realizados por personas no calificadas no sólo pueden mutilar a la mujer, sino que también a menudo conducen a su muerte”.

Aborto inseguro o aborto clandestino es la finalización del embarazo por personas que carecen de las habilidades necesarias, o en un ambiente que carece de estándares médicos mínimos, o ambos. Por ejemplo, un aborto inseguro puede referirse a un procedimiento extremadamente peligroso para la vida que es autoinducido en condiciones antihigiénicas, o puede referirse a un aborto mucho más seguro realizado por un médico que no brinda la atención adecuada después del aborto.
El aborto inseguro es una causa importante de mortalidad y morbilidad materna en el mundo. La mayoría de los abortos inseguros ocurren en los países en desarrollo donde los médicos asequibles y bien entrenados no están fácilmente disponibles o donde los anticonceptivos modernos no están disponibles. Según el instituto Guttmacher, la tasa también es mayor donde el aborto es ilegal.
El aborto inseguro contribuye al 8-18% estimado de la mortalidad materna y es una de las principales causas de mortalidad materna. Aproximadamente una de cada ocho muertes relacionadas con el embarazo en todo el mundo está asociada con el aborto inseguro.

## La pandemia del aborto inseguro
El aborto inseguro es una de las causas más importantes de mortalidad materna y morbilidad materna en el mundo. La Organización Mundial de la Salud (OMS) señala que cada año se practican 42 millones de aborto inducidos -por mujeres que se enfrentan a un embarazo no deseado-, 20 millones de los cuales son considerados abortos inseguros.
La mayoría de los abortos inseguros se producen en países en desarrollo donde los médicos y sanitarios cualificados y asequibles no están disponibles, o donde los métodos anticonceptivos no están disponibles.
La OMS informa de que en las regiones o países desarrollados, casi todos los abortos (92%) son seguros, mientras que en los países en desarrollo, más de la mitad (55%) no son seguros, en comparación con solamente 6% en el mundo desarrollado. Es decir casi la mitad de todos los abortos en el mundo son inseguros; y casi todos los abortos inseguros (98%) ocurren en países en desarrollo. De acuerdo con estadísticas de la OMS, la tasa de riesgo de aborto inseguro es 1/270, según otras fuentes, el aborto inseguro es responsable de una de cada ocho muertes maternas. El British Medical Journal publicó en 2003 que 70.000 mujeres al año mueren por aborto inseguro.
Según un estudio del Instituto Guttmacher en colaboración con la OMS, aproximadamente 68.000 mujeres mueren anualmente por las complicaciones de un aborto inseguro y entre 2 y 7 millones al año sufren complicaciones y enfermedades graves y prolongadas (aborto incompleto, sepsis -infección generalizada-, hemorragias y lesiones en los órganos internos, tales como perforación o desgarro del útero).
Este estudio del Instituto Guttmacher concluye también que el aborto es seguro en los países donde es legal, pero peligroso en los países donde es declarado ilegal y se realiza clandestinamente. Sin embargo, otros estudios informan de que la legalización no siempre elimina el aborto inseguro.
Aunque la relación entre aborto legal y aborto seguro no está del todo clara, un artículo de 2010 de la Organización Mundial de la Salud considera que el acceso al aborto seguro y legal debe ser un derecho fundamental de la mujer, independientemente de su lugar de residencia y considera las cifras de aborto inseguro y sus consecuencias como una epidemia o pandemia silenciosa. El artículo afirma que «poner fin a la pandemia silenciosa del aborto inseguro es una urgencia de salud pública y derechos humanos imprescindible». También afirma que «el acceso al aborto seguro mejora la salud de la mujer. No solamente es necesaria una legislación adecuada -como se ha documentado en Rumanía durante el régimen del presidente Nicolae Ceauşescu» sino que también se requiere que el acceso real y práctico no quede restringido por otras barreras -económicas, sociales, culturales, etc.-. Así, por ejemplo cita que en algunos países, como la India, donde el aborto es legal desde hace décadas, el acceso a una atención médica y sanitaria adecuada queda restringido a causa de otras barreras. La Estrategia Mundial de Salud Reproductiva, aprobada por la Asamblea Mundial de la Salud en mayo de 2004, señaló: «Como una causa evitable de mortalidad y morbilidad materna, el aborto inseguro, por lo que ha de tratarse en el marco de los Objetivos de Desarrollo del Milenio (ODM)»:
La oficina de Desarrollo y Formación de Investigadores sobre Reproducción Humana (Development and Research Training in Human Reproduction, HRP) de la OMS, cuyas investigaciones se centran en la salud reproductiva y la vida sexual de las personas, tienen una estrategia global para luchar contra el aborto inseguro que comprende cuatro actividades interrelacionadas:
- Recopilar, sintetizar y generar evidencia científica sólida sobre la prevalencia y las prácticas de aborto inseguro;
- Desarrollar tecnologías mejoradas e implementar intervenciones para que el aborto sea seguro;
- Trasladar las evidencias científicas y tecnológicas a las normas, instrumentos y directrices;
- Ayudar en el desarrollo de programas y políticas que reduzcan el aborto inseguro y mejorar el acceso al aborto seguro y atención postaborto de alta calidad.

Un estudio de 2007 publicado en la revista The Lancet encontró que, si bien la tasa global de aborto disminuyó de 45,6 millones en 1995 hasta 41.600.000 en 2003, los procedimientos inseguros seguían representando el 48% de todos los abortos realizados en 2003. También concluyó que, aunque la incidencia general del aborto en los países desarrollados y en desarrollo es aproximadamente igual, el aborto inseguro es más frecuente en los países menos desarrollados. Los críticos antiaborto sostienen que los resultados de dicho artículo en The Lancet son deficientes, ya que no existen estadísticas precisas sobre el aborto de los países en desarrollo. En un informe de 2005, la propia OMS afirma que más de un tercio de los 204 países o regiones examinados no informaron el número de muertes por sexo ni una sola vez para el período de 1995 a 2003. Alrededor de la mitad no reportó muertes por causas, sexo y edad, al menos una vez en el mismo período. Por otra parte, desde 1975 hasta 2003 ha habido un progreso limitado en la notificación de las muertes y sus causas.
Según un nuevo estudio en The Lancet que se centró en los datos de 2010 a 2014 encuentra que casi la mitad de todos los abortos en el mundo son inseguros. La Organización Mundial de la Salud y el Instituto Guttmacher en Nueva York, enfatizan la necesidad de acceso a un aborto seguro para todas las mujeres y que los métodos inseguros deben ser reemplazados. África, Asia y América Latina representan casi el 97 por ciento de abortos inseguros. Estas regiones son a menudo más pobres y subdesarrolladas y carecen de acceso a métodos de aborto seguro. De todos los abortos en estas regiones, solo el 25% se consideran seguros. En los países desarrollados estas cifras mejoran drásticamente. Casi todos los abortos en América del Norte (99%) se consideran seguros. En general, casi el 88% de los abortos en los países desarrollados se consideraron seguros, y el número de abortos seguros en Europa fue ligeramente menor.

## Un problema de salud pública
El aborto inseguro es una de las principales causas de lesiones y muerte entre las mujeres en todo el mundo. Aunque los datos son imprecisos, se estima que aproximadamente 20 millones de abortos inseguros se realizan anualmente, el 97% tiene lugar en países en desarrollo. La práctica del aborto inseguro provoca unas 69.000 muertes de mujeres anualmente y millones de lesiones y enfermedades graves. La condición jurídica de ilegalidad del aborto jugar un papel importante en la mayor frecuencia del aborto inseguro. Así ocurrió en 1996, cuando se produjo la legalización del aborto en Sudáfrica se apreció un impacto positivo inmediato en la reducción de la frecuencia de complicaciones relacionadas con el aborto, con una reducción de las muertes relacionadas con el aborto de más del 90%. La Organización Mundial de la Salud promueve un enfoque de salud pública para abordar el aborto inseguro, haciendo hincapié en la legalización del aborto, la capacitación del personal médico, y la garantía en el acceso a los servicios de salud reproductiva y planificación familiar.

### Incidencia por continente
Las cifras de abortos inseguros son las siguientes:
| Región                 | Número de abortos inseguros | Número de abortos inseguros por 100 nacimientos | Número de abortos inseguros por 1000 mujeres |
| ---------------------- | --------------------------- | ----------------------------------------------- | -------------------------------------------- |
| África                 | 4.200.000                   | 14                                              | 24                                           |
| Asia*                  | 10.500.000                  | 14                                              | 13                                           |
| Europa                 | 500.000                     | 7                                               | 3                                            |
| Latinoamérica y Caribe | 3.700.000                   | 32                                              | 29                                           |
| Norteamérica           | Sin datos                   | Sin datos                                       | Sin datos                                    |
| Oceanía **             | 30.000                      | 12                                              | 17                                           |
| Total Mundo            | 19.000.000-20.000.000       | 14                                              | 14                                           |

* Sin incluir a Japón
** Sin incluir a Australia y Nueva Zelanda
Fuente: OMS 2006

### América Latina y el Caribe
De los 4.4 millones de abortos realizados en la América Latina y el Caribe en 2008, el 95% fueron calificados como inseguros. El aborto con medicamentos usualmente basado en misoprostol obtenido de
una variedad de fuentes, es cada vez más común en toda la región y ha aumentado la seguridad de los procedimientos clandestinos. El uso de este método es particularmente común en Brasil, Colombia, Ecuador,
México, Perú y la República Dominicana. Las mujeres sin recursos o con otras desventajas recurren a métodos inseguros y a lugares o personas inadecuadamente capacitados. Entre las mujeres guatemaltecas que han tenido un aborto, la proporción que recurre a comadronas tradicionales es tres veces más alta en mujeres pobres del medio rural que en mujeres urbanas en mejor situación económica (60% vs. 18%). Según la Organización Mundial de la Salud, en 2008, el 12% de todas las muertes maternas en América Latina y el Caribe (1.100 en total) se debieron a abortos inseguros. Cerca de un millón de mujeres en América Latina y el Caribe son hospitalizadas anualmente para ser tratadas por complicaciones derivadas de abortos inseguros. La legalidad de la práctica del aborto sin restricción causas está vigente en Cuba, Guyana y Puerto Rico. En el resto de países existen restricciones en distinto grado.

## Métodos
Los métodos usados para la práctica del aborto inseguro son muy peligrosos y pueden causar la muerte de la mujer, entre ellos se incluyen:
- La ruptura del saco amniótico en el útero con un objeto punzante o alambre (por ejemplo, un alambre enderezado, una percha o una aguja de tejer). Este método puede provocar una infección, que puede derivar en sepsis, o lesión en los órganos internos (por ejemplo, la perforación del útero o de los intestinos), lo que provoca en numerosos casos la muerte.[49] El útero se ablanda durante el embarazo y es muy fácil de perforar, por lo que el método tradicional era utilizar una gran pluma.[50]
- Introducción de mezclas tóxicas, tales como chile y productos químicos como el alumbre, desinfectantes y limpiadores como Lysol, permanganato o herbicida en el cuerpo de la mujer. Estos métodos puede causar en la mujer síndrome del choque tóxico y la muerte.[51] Entre las hierbas, además del chile y el azafrán, se hallan la ruda en cantidades muy pequeñas, porque es muy tóxica; el tejo y la sabina, que también son tóxicos. El tarraguillo, que la gente en el campo lo considera abortivo, lo recomienda Pío Font Quer en su obra de 1987 Plantas medicinales. El Dioscórides renovado únicamente para regularizar la menstruación si se toma en dosis muy precisas. El uso de hierbas está tan extendido que en Birmingham se encontraron 31 productos que se vendían en herboristerías como abortivos. Estas plantas actúan básicamente como purgantes, provocando contracciones muy fuertes de los músculos abdominales, que provocan la expulsión del feto.[48]

- Inducción de un abortivo sin supervisión médica por la auto-administración de medicamentos abortivos, medicamentos de venta libre, medicamentos obtenidos ilegalmente, con medicamentos no indicados por el aborto, pero se sabe que causan o pueden causar el aborto involuntario o la contracción uterina. Las drogas que causan contracción uterina incluyen oxitocinas (formas sintéticas de oxitocina y Syntocinon), prostaglandinas y alcaloides del ergot. Los riesgos incluyen rotura uterina, trastornos del ritmo cardíaco, aumento de la presión arterial hipertensión, caída de la presión arterial (hipotensión, anemia que requiere transfusión de sangre, problemas cardiovasculares, edema pulmonar, y la muerte, así como broncoespasmos en mujeres con asma.[52]

Los métodos más peligrosos para interrumpir el embarazo y provocar el aborto son las inyecciones vaginales de distintas soluciones jabonosas, sales de plomo, mercurio, aluminio, permanganato potásico, alcohol y Coca-Cola. La mitad de los productos inyectados en la vagina produce la muerte de manera casi fulminante. El aire bombeado en el útero puede provocar una embolia mortal; la quinina en pastillas puede tener también efectos mortales. En los casos en que se utiliza material no esterilizado, o rabos de perejil o de hiedra, para dilatar el cuello uterino, el riesgo más frecuente es el de fuertes infecciones que pueden suponer la extirpación de la matriz.

## Aborto seguro
Se denomina aborto seguro aquel que se practica con garantías sanitarias suficientes y con asistencia médica cualificada. A día de hoy los protocolos médicos establecen dos tipos de aborto seguro, el aborto con medicamentos y el aborto quirúrgico.
La situación psicológica de la mujer debe ser favorable. Deben existir revisiones o visitas de seguimiento. La mujer debe autorizar el aborto y las intervenciones quirúrgicas necesarias, si fueran precisas. Debe existir un apoyo afectivo suficiente. Deben ser mayores de edad o si son menores existir autorización o legislación que lo permita. La mujer no debe padecer enfermedades incompatibles ni estar en tratamiento médico contraindicado.

### Aborto con medicamentos
En el caso del aborto con medicamentos deben existir servicios de atención primaria de salud, clínica u hospital según sea necesario. Debe realizarse un estudio diagnóstico inicial, con asesoramiento suficiente; la prescripción y la administración puede realizarse en consulta o en una clínica u hospital. Deben estar accesibles servicios de emergencia a cualquier hora del día para hacer un seguimiento sanitario adecuado y resolver cuantas incidencias puedan ocurrir.
El aborto con medicamentos está contraindicado o requiere especial vigilancia en el caso de fumadoras mayores de 35 años, pacientes con anemia, cuando se sospecha -se debe confirmar- de embarazo ectópico o masa anexial no diagnosticada. Cuando existe coagulopatía o tratamiento con anticoagulantes o insuficiencia suprarrenal crónica o medicación con corticosteroides sistémicos; también cuando existe hipertensión no controlada, enfermedades cardiovasculares como la angina de pecho, enfermedad valvular, arritmias, enfermedad severa renal, hepática o enfermedades respiratorias, glaucoma, epilepsia no controlada, alergia o intolerancia a la mifepristona / misoprostol u otras prostaglandinas y también cuando existe falta de acceso a servicios médico de emergencia las 24 horas.

### Aborto quirúrgico
En cuanto al aborto quirúrgico éste debe practicarse por personal médico calificado y autorizado, en clínicas u hospitales autorizados. Se debe, como en el caso del aborto con medicamentos, realizar un estudio diagnóstico inicial, con asesoramiento suficiente. La supervisión médica es necesaria y los servicios de urgencia deben ser accesibles las 24 horas del día.

## Aborto clandestino e ilegal

### Aborto clandestino
Específicamente, el aborto clandestino es aquel que se realiza habitualmente en los países que está penalizada su práctica o es ilegal. El propósito es ocultar su realización así como la identidad de la mujer con el objeto de eludir las penas que puedan imponer las autoridades. El aborto clandestino se puede realizar en el país donde es ilegal o en otros donde sea legal su práctica o esté menos penada (turismo abortivo). El aborto clandestino cuando se realiza en países donde es ilegal se suele practicar en condiciones de inseguridad sanitaria o jurídica; cuando se lleva a cabo en otros países puede realizarse en condiciones de seguridad sanitaria y jurídica.
El aborto clandestino no solo provoca la muerte del feto, sino que también provoca graves lesiones orgánicas a la mujer que muchas veces la deja discapacitada para concebir en el futuro, y en otros casos le ocasiona la muerte.

### Aborto ilegal
El aborto ilegal es aquel que se realiza en países o territorios donde la práctica del aborto inducido está penalizada o aquel que se realiza al margen de los protocolos legales y sanitarios establecidos. La práctica del aborto inducido no se reduce en aquellos países con restricciones legales por lo que su práctica se realiza en malas condiciones sanitarias.

## Debate sobre el aborto
El debate sobre el aborto inducido o interrupción voluntaria del embarazo se refiere a la discusión, controversia y polémica sobre su práctica, contexto social y económico en el que se produce -referido especialmente a la mujer- así como la situación legal y penal aplicable en los distintos países y la diferente implantación de los derechos reproductivos y el acceso a la planificación familiar. Las dos corrientes ideológicas involucradas en el debate sobre el aborto son los movimientos que defienden la legalización del aborto y los movimientos contrarios a su despenalización.